# Ricky Dean Logan
Ricky Dean Logan (ur. 1 czerwca 1967 w Los Angeles) – amerykański aktor filmowy i telewizyjny.

## Kariera
Po występie u boku Martina Sheena i Emilio Esteveza w telewizyjnym filmie Nightbreaker, w roku 1989 pojawił się na drugim planie w kasowym filmie sci-fi Roberta Zemeckisa Powrót do przyszłości II. Wystąpił również w jego sequelu, Powrocie do przyszłości III, w zupełnie innej roli. Zagrał w filmach z lat dziewięćdziesiątych, dziś uznawanych za klasyki swoich gatunków: w młodzieżowej komedii grozy Buffy – postrach wampirów (1992) oraz w horrorze Freddy nie żyje: Koniec koszmaru (1991). Jedną z głównych ról odegrał w filmie D.A. Metrova Dark Spiral (1999), wcielił się w postać głównego bohatera komedii Lisy Haisha Psycho Sushi (1997). Wystąpił też w niewydanym filmie Fantastyczna Czwórka. Najbardziej jednak zasłużony jest w telewizji, skąd też jest kojarzony.

## Życie prywatne
Żonaty z Tamarah Angelique (od roku 1990), jest ojcem dwójki dzieci.